# Henri Pitot
Henri Pitot (3/5/1695 - 27/12/1771) là một kỹ sư thủy lực người Pháp và là người phát minh ra ống Pitot, một thiết bị dùng để đo tốc độ của dòng chất lưu.

## Tiểu sử
Henri Pitot sinh ngày 3 tháng 5 năm 1695, mất ngày 27 tháng 12 năm 1771 tại Aramon, Gard, Pháp.
Henri Pitot bắt đầu sự nghiệp của mình trong lĩnh vực toán học và thiên văn học và trở thành trợ lý của nhà vật lý học Réaumur năm 1723. Ông được bổ nhiệm làm trợ lý kỹ sư của Viện Khoa học năm 1724, sau đó kỹ sư cộng tác năm 1727 và trở thành điều tra viên thường trực năm 1733. Năm 1740, ông trở thành một thành viên của Hội Hoàng gia. Vào năm 1742, ông được bổ nhiệm làm Giám đốc Seneschal của Nimes và Giám đốc của Canal Hoàng gia ở vùng Languedoc. Ông mua lại dinh thự của Launay năm 1748 và trở thành một thành viên của Dòng tu sĩ sám hối trắng ở Montpellier từ năm 1751. Henri Pitot nhận được rất nhiều hợp đồng xây dựng cơ sở, đường giao thông, cầu, đài phun nước và cống dẫn nước ở Languedoc-Roussillon. Từ 1743-1747, ông chỉ đạo xây dựng cây cầu đường đôi Pont du Gard, một công việc thực sự của nghệ thuật gắn liền với cây cầu cổ xưa. Ông đã xây dựng rất nhiều các tuyến đê bảo vệ, đặc biệt là trên các khu vực dọc theo sông Vidourle. Ông cũng khôi phục một số mái vòm của cây cầu La Mã Sommières (cầu Tiberius) bắc qua tuyến đường quan trọng trên sông Vidourle. Công việc đáng chú ý cuối cùng của ông là xây dựng hệ thống cống thoát nước Saint Clement ở Montpellier (Ba Lan), ông thực hiện giữa năm 1753 đến 1765 và được hoàn thành sau khi ông qua đời vào năm 1772.

## Ống pitot
Henri Pitot bắt đầu quan tâm đến chất lỏng, bao gồm dòng chảy của nước ở các sông, và phát hiện ra rằng nhiều giả thuyết mà ông tin theo trong thời gian qua là vô căn cứ và bác bỏ quan điểm phổ biến cho rằng tốc độ của nước tăng theo chiều sâu. Ông phát minh ra một dụng cụ dùng để đo tốc độ của chất lỏng mà ngày nay được gọi là ống Pitot và được sử dụng trong nhiều lĩnh vực, bao gồm cả hàng không để đo vận tốc không khí Các ống Pitot dùng để đo sự chênh lệch giữa áp suất tĩnh và áp suất động của một dòng chất lỏng, độ chênh lệch tỷ lệ thuận với bình phương vận tốc dòng chảy. Mối quan hệ này đã được phát hiện bằng trực giác của Henri Pitot vào năm 1732, khi ông được giao nhiệm vụ đo dòng chảy của sông Seine. Các ống Pitot về sau sẽ được hoàn thiện vào năm 1858 bởi Henry Darcy.
Các định lý của Pitot về hình học phẳng được mang tên ông.